# 南瀛文藝營
南瀛文藝營是戒嚴時期少數由民間人士主辦的台灣文藝營隊，也是少數在偏遠地區舉辦的文藝活動。

## 第一次南瀛文藝營

### 時間、地點、活動內容
民國65年黃勁連(原名：黃進蓮)、高琇嬅等人，以「大漢出版社」的名義，在北門高中舉辦「南瀛新文藝研討會」。台南縣政府、中國青年反共救國團等機關、團體協辦。。活動宗旨是「探討新文學的淵源流變，研究文學各類之風格發展，剖析文學各類型之表現技巧，提倡新文學教育。」。活動時間：7/24~7/26，為期3天，共有350名學員參加。
演講內容有：邢光祖「中國文學批評的特點」、趙滋蕃「文學與生活經驗」、張良澤「台灣鄉土文學序論」、瘂弦「論長詩」、張默「論詩的語言與意象」、高準「現代詩往何處去」、郭楓「好詩的條件和判別標準」、羊令野「散文的傳統與現代」、江聰平「古典詩與現代新詩」、司馬中原「如何進入文藝界」等。當時，有不少作家、學者參加，目前可查考到的有：邢光祖、趙滋蕃、司馬中原、瘂弦、張默、吳濁流、楊逵、高準、羊令野、張良澤、楊青矗、郭楓、吳豐山、江聰平、王浩、林佛兒、郭水潭、司徒衛、胡品清、莊金國、龔顯宗、林南。
與這場文藝研討會一同舉辦的活動，有：當地日治時期名作家吳新榮的遺作書展，以及當地書畫家陳秋野、黃明賢的書畫展，與主辦單位大漢出版社的書展。。

### 活動經過
七月二十四日下午三點半，研究會開始。始業式在北門高中大禮堂舉行，由該校校長譚地大、吳豐山等知名人士致詞，並由黃勁連介紹與會作家。下午四點十分，由瘂弦主講「長詩在中國古詩和目前新詩之地位和乂乂趨勢」。下午五點半，由張默主講「詩的語言與意象」。晚飯過後，晚上七點二十分，舉行晚會，名為「詩之夜」。由個別詩人及學生組織的詩社朗誦詩文。當天的朗誦者及所誦的詩的次序，如下所示：
- 林南「送爹上青山」
- 高雄師範學院「風燈詩社」朗誦瘂弦「秋歌」、葉珊(後改名為「楊牧」)「水之湄」、鄭愁予「錯誤」、江聰平「長廊」、楊子澗「梧桐葉落的下午」。
- 佳里國中「安徒生詩歌朗誦隊」朗誦楊喚的童話詩。
- 與會詩人朗誦自己的詩作，有：龔顯宗「啊！清明，清明」、莊金國「做土水的女孩」、向陽(本名：林淇瀁)「阿公的煙炊」「阿爹的飯包」「阿媽的目屎」、張默「罎子」、羊子喬「陀螺」。

七月二十五日早上八點，由邢光祖主講「中國文學批評的特質」。十點，由羊令野主講「散文的傳統與現代」。下午兩點，張良澤主講「台灣鄉土文學序論」，之後由吳新榮的遺孀林英良女士主講「南部農村俚諺」。當時，吳濁流與楊逵都在場聆聽。下午四點二十分，高準發表演講，一如以往，對方猛烈抨擊台灣的現代詩人盲目崇洋，拋棄傳統文化和民族精神，專門寫一些詰曲聱牙、晦澀虛無、脫離現實的詩。晚上八點到十點半，舉行分組座談，分為三組。小說組由司馬中原、楊青矗、邢光祖主持；散文組由趙滋蕃、羊令野主持；詩歌組由瘂弦、張默主持。
七月二十六日早上八點，趙滋蕃主講「文學與生活經驗」。十點，江聰平主講「古典詩與現代詩」，最後由司馬中原壓軸，主講「如何進入文藝世界」。結業式由會長高琇嬅致詞，向各界表示謝意，因為當時除了主辦與協辦單位，還有一些當地人士(陳益裕、黃明賢、陳秋野、吳明雄(本名：吳鉤)等人士)的熱心協助。

## 第二次南瀛文藝營
第二次南瀛文藝營在民國67年2月9日~2月11日舉辦，為期3天。地點在台南縣佳里鎮(現今的台南市佳里區)的中山堂。有小說、散文、新詩的座談會，分別由當地出身的作家林佛兒、楊青矗、羊子喬、黃勁連主持。參加人數及活動內容，目前因史料及相關資料匱乏，無法確定。

## 南瀛新文藝營的意義
- 雖然只有兩次，不過這是台南沿海地區少見的大型文藝活動，也是結合官方與民間力量所舉辦的全國性、綜合性的文藝活動。在此之前，只有民國62年的「全國詩人聯誼大會」。
- 這兩次的與會作家，老、中、青三代都有，本省、外省兼具；學員及講師來自全台各地。這些人當中，不少人先前參加過民國62年的「全國詩人聯誼大會」；之後又熱情參與南瀛文藝營。此外，不少與會作家日後參加同在台南沿海地區舉辦的「鹽分地帶文藝營」。
- 解嚴前，台灣文藝營隊相當少，而且多在北部舉辦。該營是個列外，在交通不甚發達、不繁榮的佳里舉辦，是主事者落實政府「文藝下鄉」的產物。
- 該活動是當時較為弱勢的本土作家、學者傳承各種經驗與知識的重要管道，例如：在台灣文學不受重視的年代，張良澤曾在會上主講「台灣鄉土文學序論」。同時，也是現代派詩人(瘂弦、張默、洛夫等詩人)與反現代詩派人士(高準、郭楓等人)各自表述與論戰的空間。

## 相關詞條
- 該營隊推廣：鹽分地帶文學。
- 重要主辦人士：黃勁連等人。
- 活動地點：國立北門高級中學。